# Feike
Feike is een van oorsprong Friese voornaam die vrede betekent. De naam wordt zowel aan mannen als aan vrouwen gegeven, maar aan mannen ongeveer tien keer zo vaak. Andere schrijfwijzen zijn: Fijke, Feicke, Feijke en Fyke
Bekende personen met de naam Feike:
- Feicke Sickinga (1325-1407), Nederlands hoofdeling en edelman
- Feike Asma (1912–1984), organist
- Feike de Boer (1892–1976), 1e burgemeester van de gemeente Amsterdam na de Tweede Wereldoorlog
- Feike Boschma, theatermaker
- Feike Salverda (1946–1996), Nederlands journalist
- Feike Sijbesma, Nederlands topfunctionaris

- Feike
- Feike Alles Clock
- Feike Asma
- Feike Boschma
- Feike Clockpolder
- Feike Liemburg
- Feike Lietzen
- Feike Salverda
- Feike Sijbesma
- Feike de Boer
- Feike de Vries
- Feike ter Velde
- Feike van Tuinen